# NK Kešinci
NK Kešinci je nogometni klub iz Kešinaca.

## Povijest
Klub je osnovan 1949. godine pod nazivom NK Proleter Kešinci te pod istim nastupa sve do sezone 1988./89., kada mijenja naziv u NK Kešinci.
U sezoni 2007./08. klub ostvaruje najveći uspjeh osvajanjem 2. ŽNL Osječko-baranjske, NS Đakovo i plasmanom u dodatne kvalifikacije u kojima biva uspješniji od NK Victorija Markovac Našički rezultatima 1:1 i 1:2. 
Time klub ostvaruje povijesni plasman u 1. županijsku nogometnu ligu Osječko-baranjsku, trenutno se nalazi u 
3. ŽNL Osječko-baranjska
Osim seniorske kategorije klub okuplja mnoštvo djece i mladih koji se natječu u Ligi pionira i Ligi juniora Nogometnog središta Đakovo.

## Statistika u prvenstvima od sezone 1999./2000.
| Sezona    | Rang | Liga                                | Pozicija | Utakmice | Pobjede | Neodlučeno | Porazi | Postignuti golovi | Primljeni golovi | Bodovi  |
| 1999./00. | 5.   | 2. ŽNL Osječko-baranjska, NS Đakovo | 5.       | 26       | 13      | 4          | 8      | 51                | 45               | 43      |
| 2000./01. | 5.   | 2. ŽNL Osječko-baranjska, NS Đakovo | 10.      | 26       | 9       | 5          | 12     | 42                | 47               | 31 (–1) |
| 2001./02. | 5.   | 2. ŽNL Osječko-baranjska, NS Đakovo | 6.       | 26       | 12      | 4          | 10     | 50                | 48               | 40      |
| 2002./03. | 5.   | 2. ŽNL Osječko-baranjska, NS Đakovo | 9.       | 26       | 8       | 8          | 10     | 47                | 47               | 32      |
| 2003./04. | 5.   | 2. ŽNL Osječko-baranjska, NS Đakovo | 9.       | 22       | 8       | 6          | 8      | 43                | 32               | 30      |
| 2004./05. | 5.   | 2. ŽNL Osječko-baranjska, NS Đakovo | 6.       | 26       | 10      | 10         | 6      | 40                | 36               | 40      |
| 2005./06. | 5.   | 2. ŽNL Osječko-baranjska, NS Đakovo | 12.      | 30       | 8       | 7          | 15     | 50                | 73               | 31      |
| 2006./07. | 6.   | 2. ŽNL Osječko-baranjska, NS Đakovo | 9.       | 30       | 11      | 3          | 16     | 47                | 64               | 36      |
| 2007./08. | 6.   | 2. ŽNL Osječko-baranjska, NS Đakovo | 1.       | 30       | 21      | 6          | 3      | 78                | 36               | 69      |
| 2008./09. | 5.   | 1. ŽNL Osječko-baranjska            | 12.      | 30       | 11      | 5          | 14     | 53                | 66               | 38      |
| 2009./10. | 5.   | 1. ŽNL Osječko-baranjska            | 3.       | 30       | 17      | 4          | 9      | 66                | 49               | 55      |
| 2010./11. | 5.   | 1. ŽNL Osječko-baranjska            | 3.       | 29       | 14      | 9          | 6      | 53                | 29               | 51      |
| 2011./12. | 5.   | 1. ŽNL Osječko-baranjska            | 9.       | 30       | 12      | 4          | 14     | 50                | 69               | 40      |